# Антеи
Антеи (安貞) је јапанска ера (ненко) која је настала после Кароку и пре Канги ере. Временски је трајала од децембра 1227. до марта 1229. године и припадала је Камакура периоду. Владајући монарх био је цар Го-Хорикава.

## Важнији догађаји Антеи ере
- 1227. (Антеи 1, први месец): Фуџивара Кинцугу умире у 53 години. Током живота био је и удаиџин и садаиџин.[3]
- 1227. (Антеи 1, други месец): Фуџивара но Нагако, кћи Коноа Иезанеа, постаје царева супруга (чугу). Од цара је била старија али јој је владар упркос разлици у годинама био веома наклоњен.[3]